# Old Christians Club
Old Christians Club est un club omnisports uruguayen de Montevideo, bien que son terrain soit situé dans le quartier Solymar de la Ciudad de la Costa, à l'est de Montevideo. 
Le club compte une section de rugby à XV qui évolue dans le Championnat d'Uruguay de rugby à XV qu'il a remporté à 20 reprises. Le club comporte également une section de football, de natation et de hockey.
Le club fut impliqué dans un crash le 13 octobre 1972 dans les Andes qui aboutit à l'écriture du roman Les Survivants adapté plusieurs fois en film.

## Histoire
Le Old Christians Club a été fondé en 1962 par des étudiants du Colegio Stella Maris, un lycée catholique privé de Montevideo. D'abord comme un club de rugby, le club a ouvert des sections de hockey, une section pour les filles, devenant ainsi un club de omnisports.
Bien qu'il soit l'un des plus jeunes clubs de Montevideo, le Old Christians Club a connu un succès remarquable sur la scène nationale, remportant son premier titre six ans seulement après sa création. Depuis, l'institution est devenue une grande figure du rugby uruguayen, remportant le championnat national à vingt reprise.
Depuis 2010, le club organise le Seven Nocturno, un tournoi de Rugby à sept impliquant des clubs argentins et uruguayens, dont les Old Christians en sortent champion lors des éditions 2011 et 2012.
Le dernier titre national date de 2019 contre le club rival "Old Boys", avec une victoire 40-13. 
De nombreux joueurs du club ont continué à représenter l'Uruguay à l'échelle internationale. Les principaux clubs rivaux sont le Carrasco Polo et les Old Boys.

## Le miracle des Andes
Le 13 octobre 1972, un avion transportant 40 membres et joueurs de l'équipe de rugby des Old Christians, dont Carlos Páez Rodríguez et les frères Daniel et Eduardo Strauch, est en route pour le Chili où les joueurs doivent jouer un match. L'avion va s'écraser dans la cordillère des Andes. Plus d'un quart des passagers sont morts dans l'accident et plusieurs autres succombent rapidement au froid et aux blessures. Sur les vingt-neuf passagers encore vivants dans les jours qui ont suivi l'accident, huit autres ont été tués par une avalanche qui a balayé leur abri dans l'épave de l'appareil. Les survivants avaient peu de nourriture et aucune source de chaleur dans la dureté du climat, à plus de 3 600 mètres d'altitude. Avant d'apprendre à la radio que leur recherche avait été abandonnée, les survivants se sont nourris des passagers morts qui avaient été préservés dans la neige. Ils n'ont rendu compte des survivants que 72 jours après l'accident, lorsque les passagers Fernando Parrado et Roberto Canessa, après un voyage de 10 jours à travers les Andes, rencontrent un Chilien, Sergio Catalán, qui leur a donné de la nourriture, puis a alerté les autorités de l'existence des autres survivants. 
L'histoire de la catastrophe a depuis été décrite dans de nombreux films, émissions de télévision et livres, dont Les Survivants (1993) de Frank Marshall, et Le Cercle des neiges, de Juan Antonio Bayona (2023), adapté du livre publié en 2009 par le journaliste uruguayen Pablo Vierci.

## Palmarès
- Vainqueur du Championnat d'Uruguay en 1968, 1970, 1973, 1976, 1977, 1978, 1979, 1980, 1982, 1984, 1985, 1986, 1987, 1988, 1989, 2007, 2015, 2016, 2017, et 2019.
- Vainqueur du Seven Nocturno en 2011 et 2012
- Vainqueur du Tri-champion uruguayen en 2015, 2016 et 2017. Finaliste en 2018
- Finaliste du Tournoi de l'Intérieur 2016
- Vainqueur de la Coupe d'Uruguay de rugby à XV en 2014